# Civil parish
Civil parish (ofta bara kallat parish) är en typ av administrativ enhet på de brittiska öarna.

## England
Civil parishes förekommer i delar av England med begränsade kommunala funktioner, som den lägsta administrativa nivån. De styrs normalt av en parish council, som kan kallas town council eller city council om det är en civil parish med stadsrättigheter. 
Civil parishes kan till exempel ansvara för bygdegårdar, krigsminnesmärken, kyrkogårdar, fritidsanläggningar och lekplatser. De har uppgifter som underhåll av offentliga gångvägar och kan även stödja kulturprojekt, samhällstransporter och brottsförebyggande åtgärder.
Det fanns 10 449 civil parishes i England den 31 december 2015, med cirka 40 procent av Englands befolkning.
Civil parishes förekommer normalt inte i större städer utan dessa är så kallade unparished areas (”områden utan civil parish”).

## Wales
I Wales är motsvarigheten till parish och parish council community (kymriska: cymuned) respektive community council. Det finns för närvarande (2022) 878 communities i Wales.
Wales var indelat i civil parishes fram till 1974 då de ersattes med de nuvarande communities. I motsats till England så är hela Wales indelat i communities, det vill säga unparished areas finns ej i Wales. Det är tillåtet för en community att benämna sig själv town med en town council. För att få använda benämning city krävs stadsrättigheter. Det finns för närvarande (2022) tre communities med stadsrättigheter: Bangor, St Asaph och St David's. I Wales tre största städer, Cardiff, Swansea och Newport saknas community council i stadsområdenas communities.

## Skottland, Irland och Nordirland
Skottland har också community councils, men dessa har inte samma rättigheter som i England och Wales. I Irland och Nordirland har indelningen i civil parishes aldrig formellt avskaffats men tappat nästan all betydelse.

## Historia
Ursprunget till civil parishes är Engelska kyrkans församlingar (parishes), vars administration både hade kyrkliga och världsliga ansvarsområden (på liknande sätt som den nordiska landsbygdens socknar och sockenstämmor). Församlingarnas världsliga funktioner överfördes till en separat förvaltningsstruktur under 1800-talet.